# Sporobolus geminatus
Sporobolus geminatus là một loài thực vật có hoa trong họ Hòa thảo. Loài này được Clayton miêu tả khoa học đầu tiên năm 1971.